# Peppersack

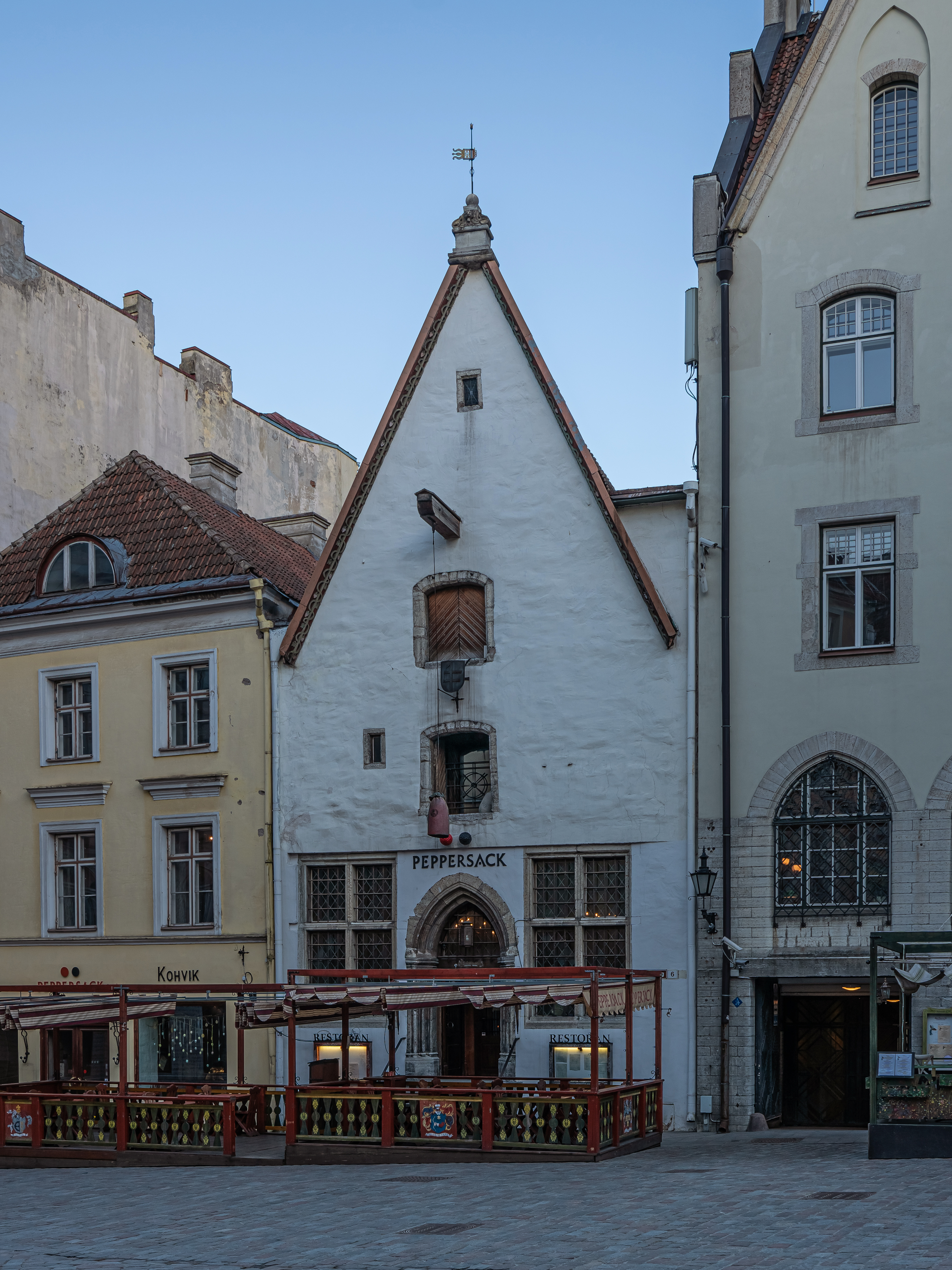
Außenansicht

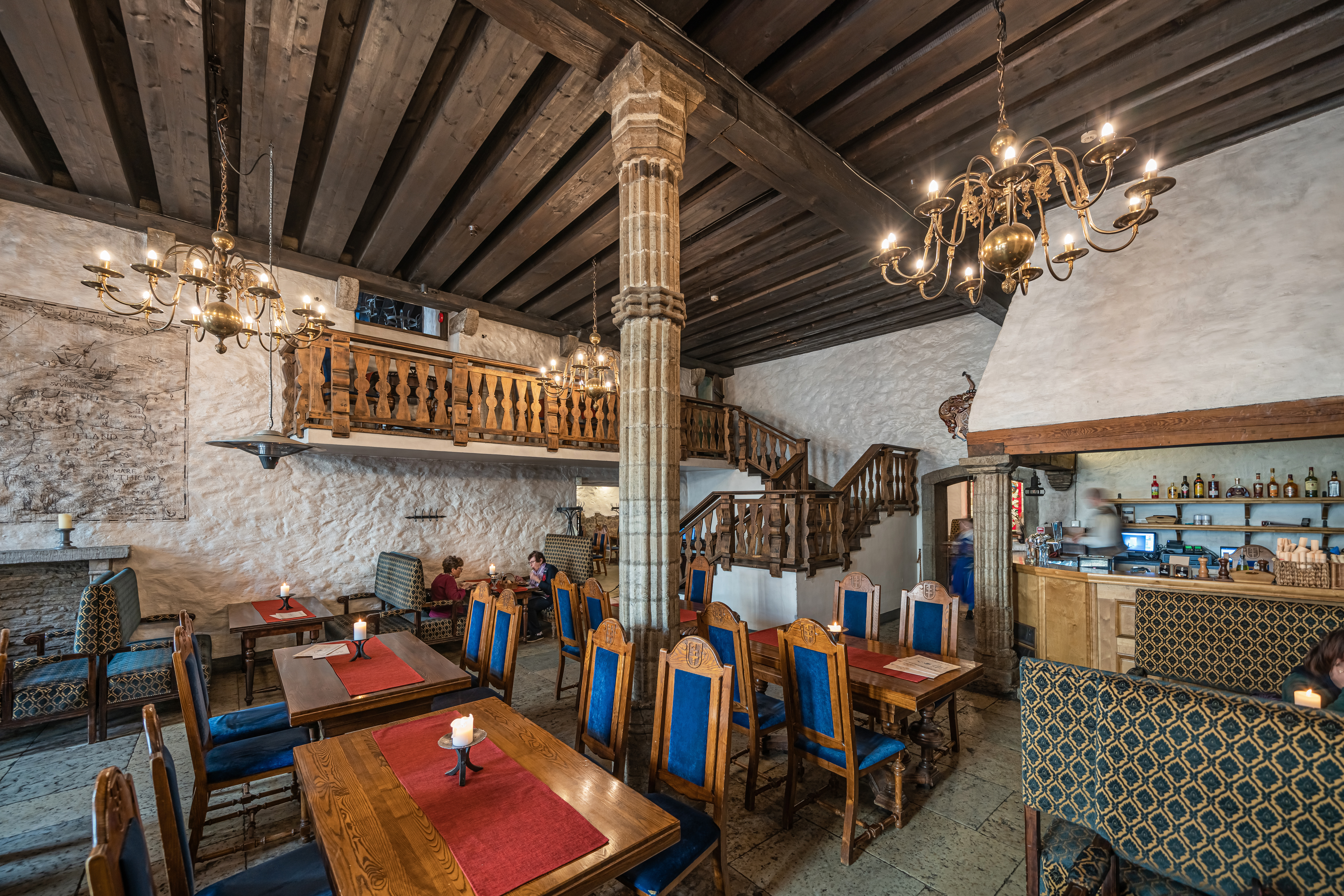
Innenansicht, Hauptsaal

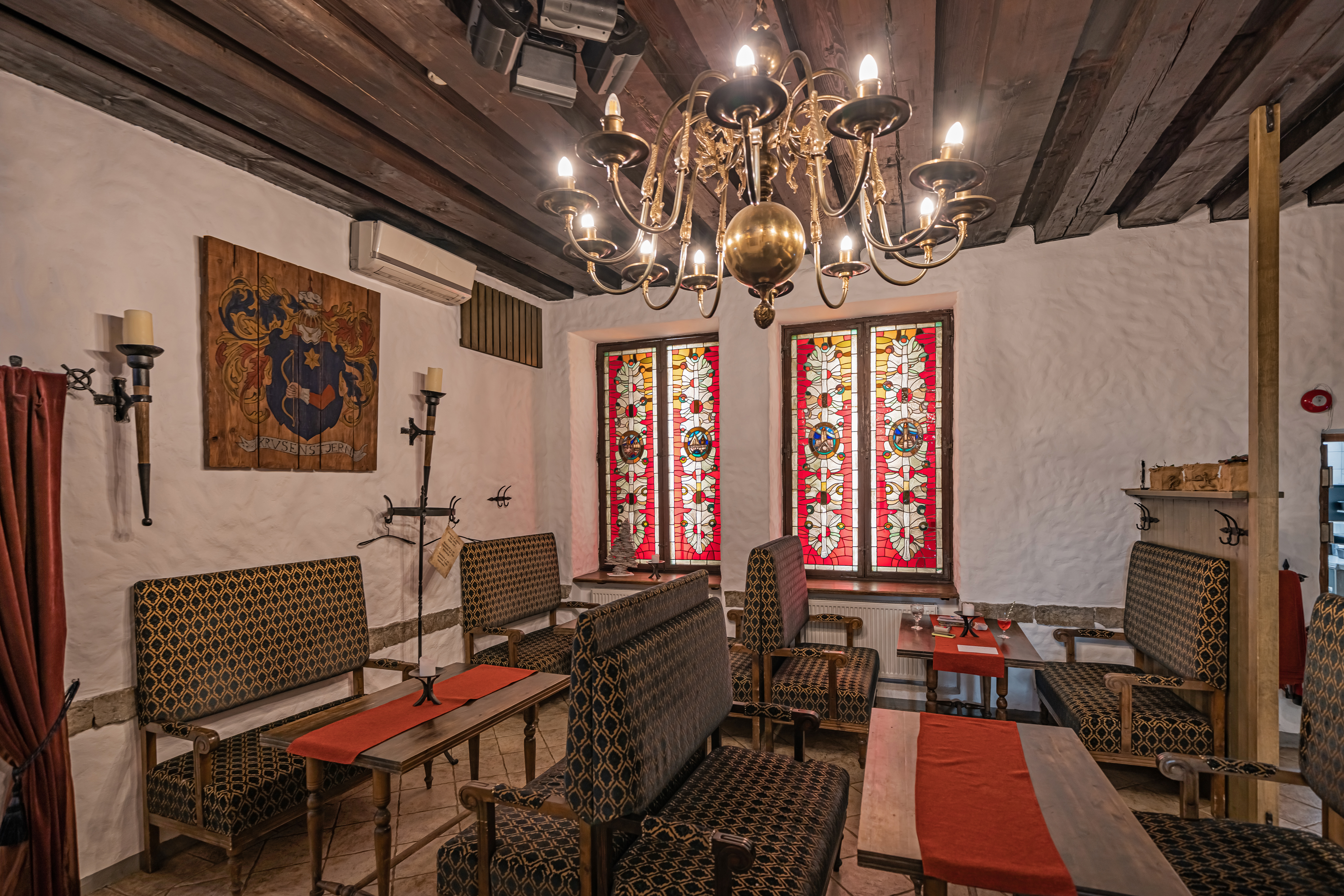
Innenansicht mit Buntglasfenstern

Der Peppersack ist ein denkmalgeschütztes Gebäude in der estnischen Hauptstadt Tallinn (deutsch Reval). Das Haus wird als Gaststätte genutzt.

## Lage
Es befindet sich in der historischen Revaler Altstadt auf der Ostseite des Alten Markts (estnisch Vana turg) am Übergang zur Lehmstraße (Viru tänav) gegenüber den Einmündungen der Markthalsgasse (Vanaturu kael) und der Rußstraße (Vene tänav) an der Adresse Alter Markt 6, Lehmstraße 2.

## Architektur und Geschichte
Eine erste urkundliche Erwähnung einer Bebauung dieses Gebiets stammt von 1370. Zu diesem Zeitpunkt gab es in diesem Bereich auf der linken Seite ein Tidemanus Crowel gehörendes steinernes Lagerhaus, welches insbesondere zur Lagerung von Getreide diente. Auf der rechten Seite stand ein hölzernes Wohnhaus, das von Crowel an den Stadtrat Johan Duderstadt veräußert wurde. 1430 gehörte das Lager dem Maurermeister Gerlich Witte, der für die Errichtung des Turms der Revaler Heiliggeistkirche bekannt wurde.
Ein Kaufmann Gerke errichtete dann an der Stelle des Holzhauses in der Zeit ab 1431 das heutige Haus Alter Markt 6. Hierfür nahm er Kredite mit einem Gesamtumfang von 300 Rigamark auf. 1434 war das Haus fertiggestellt. Das Gebäude konnte sein historisches gotisches Erscheinungsbild weitgehend bewahren. Die steinernen Fundamente des Vorgängerbaus blieben erhalten. Gerlich Witte war Eigentümer des Lagerhauses geblieben und ließ es 1437 umbauen und renovieren.
Im Jahr 1481 wird dann Margareta Lyffland als Eigentümerin beider Häuser genannt. Nachdem um 1500 German Potgeter Eigentümer war, gehörte das Anwesen dann um 1520 der Meister Hans Pepersack. Der Name der zugleich auch ein Spottname für reiche Kaufleute war, dient heute als Benennung der im Haus betriebenen Gaststätte. Schon 1530 gehörte das Haus Hans Frossel. Das einen Frosch zeigende Wappen dieser Familie findet sich noch heute am Sturzstein des inneren Portals. Aufgrund der negativen Auswirkungen des Livländischen Kriegs war das Anwesen 1574 ohne Besitzer. 1617 wurden Wohn- und Lagerhaus repariert. Nachdem Reval 1710 von der Pest und einer russischen Belagerung betroffen war, war das Anwesen wiederum unbewohnt. Im Jahr 1717 erwarb die Familie Nottbeck die Immobilie und setzte sie instand. Vier noch heute vorhandene bemalte Balkendecken gehen auf die Nottbecks zurück. 1782 wurde die aus einer alten Kaufmannsfamilie stammende Margareta Helene Brockenhausen Eigentümerin. Ihr folgte bereits um 1790 der russische Händler Artemi Mihhejew und um 1810 seine Witwe Anna nach. 1852 wurde ein alter Hofflügel abgerissen und durch einen dreigeschossigen Backsteinbau ersetzt, in den Mietwohnungen eingerichtet wurden. Das alte Lagerhaus wurde nach Plänen des Regierungsarchitekten Gabler ebenfalls zu Wohnungen umgebaut. Dabei wurde der Dreiecksgiebel des Lagerhauses abgerissen. Es entstanden regelmäßige Fensterreihen und eine spätklassizistische Fassadengestaltung. 1853 übernahm der Kaufmann Pjotr Pawlow das Anwesen und ließ weitere Umbauten durchführen. 1857 entfernte man ein im Stil der Gotik gefertigtes Portal. Im Gebäudeinneren fanden umfangreiche Umbauarbeiten statt. Im Jahr 1880 wurde eine historische Dacheindeckung durch ein Blechdach ersetzt. Zugleich entfernte man einen Wetterhahn und eine an der Fassade befindliche Löwenskulptur. In der Zeit um 1910 wurde im zur Lehmstraße weisenden alten Lagerhaus ein Ladengeschäft eingebaut und die Fenster entsprechend verändert. Im Giebelhaus entstand um das Jahr 1920 auf der linken Seite ein insbesondere bei älteren Frauen beliebtes kleines Café mit sechs Tischen und dem Namen Gnoom. Rechts wurde etwa ab 1935 ein Fotogeschäft der Marke Agfa betrieben.
Im August 1940 wurde das Gebäude durch die sowjetische Besatzung verstaatlicht. 1960 erfolgte eine Neueindeckung des Dachs. Bemühungen das Baudenkmal weitgehender zu sanieren scheitern, da für die Mieter keine Ersatzwohnung zur Verfügung stehen. 1975 wird ein viertes entsprechendes Projekt vorgelegt, dessen Umsetzung dann ab 1978 erfolgt. Kurz vor dem Auszug der Mieter kommt es zu einem Brand, bei dem ein Mensch stirbt und die Treppe beschädigt wird. 1979 beginnt man ein neues Café Gnoom zu errichten. Die bauausführenden polnischen staatlichen Werkstätten für Denkmalpflege (PKZ) setzen dabei dann jedoch nicht das ursprüngliche Projekt um. Der Danziger Architekt A. Maciur entwirft neue Pläne, die die Nutzerwünsche für eine große Gaststätte berücksichtigen. Hofgebäude wurden abgerissen und durch einen geräumigeren Neubau ersetzt. Teile des Giebelhauses wurden restauriert. Zum Teil wurden dabei jedoch auch Elemente des polnischen Barock statt der Revaler Gotik hinzugefügt. Am 27. Dezember 1980 erfolgte die Neueröffnung des Café Gnoom. Später entstand das heutige Restaurant Peppersack.
Markant am Gebäude sind in der Fassade vorhandene Ladeluken und ein Ladebaum.
Als Denkmal wurde das Gebäude am 15. April 1997 registriert und ist unter der Nummer 3097 im estnischen Denkmalverzeichnis eingetragen.
Das Restaurant Peppersack ist als Mittelalter-Themen-Restaurant ausgerichtet.